# Politica în Bălți

## Partide politice
În Bălți activează mai multe organizații teritoriale ale principalpelor partide din țară.
Președintele Organizația teritorială Bălți a Partidului Democrat din Moldova Cecilia Graur, directorului Secției de evidență și documentare a populației din Bălți 

## Alegeri parlamentare

### 2010
La alegeri parlamentare anticipate din 2010, PCRM a însumat 56,9% (36335 voturi); Partidul Liberal Democrat din Moldova - 18,33% din sufragii (11703 voturi), Partidul Democrat din Moldova – 13,7% (8747 voturi), Partidul Liberal – 4,93% (3147 voturi). La alegeri au participat 63858 de bălțeni (în jur de 59%) .

## Alegeri prezidențiale
La alegerile prezidențiale din 17 noiembrie 1996, în primul tur, au participat 55 380 de bălțeni (59,68%) din 92 793 din cetățeni cu drept de vot .
| Candidat                                                         | Partid | Voturi în Bălți | Voturi în Bălți | Voturi pe țară |
| Candidat                                                         | Partid | Total           | %               | %              |
| ---------------------------------------------------------------- | ------ | --------------- | --------------- | -------------- |
| Petru Lucinschi                                                  |        | 14.369          | 25,64           | 27,69          |
| Mircea Snegur                                                    |        | 13.336          | 24,72           | 38,71          |
| Andrei Sangheli                                                  |        | 12.801          | 23,73           | 9,50           |
| Vladimir Voronin                                                 |        | 8.211           | 15,22           | 10,26          |
| Valeriu Matei                                                    |        | 3.596           | 6,67            | 8,88           |
| Ceilalți concurenți au acumulat sub 1000 din voturile bălțenilor |        |                 |                 |                |

## Alegeri locale

### 1999
Alegerile primarului din 1999.
Rezultatele primului tur:
| Nume              | Partid    | Total voturi | Procente (%) |
| ----------------- | --------- | ------------ | ------------ |
| Victor Morev      | PSM       | 14 349       | 29,8         |
| Iurie Nistor      | ACM       | 12 482       | 25,9         |
| Victor Sorocean   | BCAS      | 11 750       | 22,4         |
| Valeriu Cosarciuc | CDM       | 4726         | 9,8          |
| Mircea Ciobanu    | FPCD      | 1190         | 2,4          |
| Ion Banari        | USD „F-S” | 1159         | 2,4          |
| Ion Ianachevici   | PFD       | 536          | 1,1          |

În turul doi de scrutin, care s-a desfășurat de data de 6 iunie, au participat 45 311 cetățeni cu drept de vot din 94 338 incluși în liste, sau 48,03%. Peste o mie de buletine de vot, care alcătuiesc 2,4 la sută din numărul celor lăsate în urna de vot, au fost recunoscute drepr nevalabile. În turul doi de scrutin, copreședintele Partidului Socialist din Moldova, V.Morev a reușit să să acumuleze 25 284 de voturi, sau 55,8%. Iurie Nistor, reprezentatul Alianței Centriste din Moldova, a acumulat 18 937 de voturi, 41,8%. Atfel, Victor Morev este reales pentru al doilea mandat consecutiv în funcție de primar pe o perioada de 4 ani . 

### 2007
Alegerile locale din 3 iunie 2007 pentru funcția de primar au fost câștigate de comunistul Vasile Panciuc, având 22.197 de voturi, sau 65,7%. Rezultatele alegerilor pentru consiliul municipal sunt :
| Partid/candidat                              | Total voturi | Procente | Mandate |
| -------------------------------------------- | ------------ | -------- | ------- |
| Partidul Comuniștilor din Republica Moldova  | 15.481       | 47,58    | 21      |
| Partidul Popular Creștin Democrat            | 1.765        | 5,43     | 2       |
| Blocul electoral „Patria-Rodina-Ravnopravie” | 1.732        | 5,32     | 2       |
| Partidul Popular Republican                  | 1.420        | 4,36     | 2       |
| Partidul Democrației Sociale                 | 1.398        | 4,3      | 1       |
| Alianța Moldova Noastră                      | 1.063        | 3,27     | 1       |
| Partidul Social Democrat din Moldova         | 934          | 2,87     | 1       |
| Anatolie Harcenco (ind.)                     | 819          | 2,52     | 1       |
| Uniunea Centristă din Moldova                | 777          | 2,39     | 1       |
| Aureliu Filipp (ind.)                        | 737          | 2,27     | 1       |
| Partidul Democrat din Moldova                | 722          | 2,22     | 1       |
| Veaceslav Perunov (ind.)                     | 722          | 2,22     |         |

Prezența la urnele de vot a fost de 36% din numărul cetățenilor înscriși în liste. 

### 2011

#### Funcția de primar
Din 24 ianuarie 2011 funcția de primar este deținută de viceprimarul comunist Octavian Mahu, după ce fostul primar, Vasile Panciuc de asemenea comunist, a fost ales deputat în Parlamentul Republicii Moldova și a optat pentru menținerea funcției în legislativul moldovenesc.
În 2011, pe date de 5 iunie, au avut loc alegeri locale generale. Rezultatele finale ale scrutinului în municipiul Bălți sunt următoarele:
| Nume                | Partid                 | Total voturi | Procente (%) |
| ------------------- | ---------------------- | ------------ | ------------ |
| Vasile Panciuc      | PCRM                   | 30436        | 68,27        |
| Vladimir Tonciuc    | PLDM                   | 6972         | 15,41        |
| Vadim Vacarciuc     | PL                     | 3288         | 7,38         |
| Anatolie Harcenco   | PDM                    | 2344         | 5,26         |
| Igor Ciuru          | PPCD                   | 632          | 1,42         |
| Oleg Topolnițchi    | PSD                    | 564          | 1,27         |
| Serghei Mazur       | Mișcarea „Ravnopravie” | 244          | 0,55         |
| Vladimir Dorojco    | PSM                    | 130          | 0,29         |
| Vladimir Postolachi | PNL                    | 73           | 0,16         |

#### Consilieri municipali
| Partid                                      | Total voturi (%) | Mandate |
| ------------------------------------------- | ---------------- | ------- |
| Partidul Comuniștilor din Republica Moldova | 63,49            | 27      |
| Partidul Liberal Democrat din Moldova       | 12,59            | 5       |
| Partidul Liberal                            | 6,02             | 2       |
| Partidul Democrat din Moldova               | 5,14             | 1       |

## 2015

#### Consilieri municipali
| Partid                                       | Total voturi (%) | Mandate |
| -------------------------------------------- | ---------------- | ------- |
| Partidul Nostru                              |                  | 26      |
| Partidul Comuniștilor din Republica Moldova  |                  | 3       |
| Partidul Socialiștilor din Republica Moldova |                  | 2       |
| Blocul electoral „Iurie Leancă”              |                  | 1       |
| Partidul Liberal Democrat din Moldova        |                  | 1       |
| Partidul Liberal                             |                  | 1       |

## 2019

#### Consilieri municipali
La alegerile locale din 20 octombrie 2019 în Consiliul municipal Bălți au fost aleși 35 de consilieri, care reprezintă cinci formațiuni politice,
| Partid                                       | Total voturi (%) | Mandate |
| -------------------------------------------- | ---------------- | ------- |
| Partidul Nostru                              | 65,71            | 23      |
| Partidul Socialiștilor din Republica Moldova | 20,00            | 7       |
| Blocul electoral „ACUM Platforma DA și PAS”  | 8,57             | 3       |
| Partidul Unității Naționale                  |                  | 1       |
| Partidul „Șor”                               |                  | 1       |

## Referendum
La referendumul constituțional din 2010, rata participării la Bălți a constituit 18,9% - cel mai scăzut indice de participare în localitate la un scrutin. La urne s-au prezentat 20326 de din cei peste 106 mii de cetățeni cu drept de vot. „Pentru” modificarea constituției au votat 88,36% (17487 electori), iar „contra” – 11,64 la sută (2304) de votanți 
.